# William Rehnquist
William Hubbs Rehnquist (født 1. oktober 1924, død 3. september 2005) var en amerikansk advokat og jurist, der var dommer ved Højesteret i USA i 33 år, først som en mening medlem fra 1972 til 1986 og derefter som højesteretspræsident fra 1986 indtil hans død i 2005.

## Personlige liv
Rehnquist giftede sig med Natalie "Nan" Cornell den 29. august 1953. Hun er datter af en succesrig San Diego-læge, hun arbejdede som analytiker for CIA før deres ægteskab. Parret havde tre børn: James, en advokat og college-basketballstjerne, Janet, en advokat og Nancy, en redaktør (inklusive hendes fars bøger) og husmor.

## Yderligere læsning
- Obermayer, Herman (2009). Rehnquist: A Personal Portrait of the Distinguished Chief Justice of the United States. New York, NY.: Threshold Editions. ISBN 978-1-4391-4082-6.